# 桑德拉·皮耶兰托齐
桑德拉·素曼·皮耶兰托齐（英語：Sandra Sumang Pierantozzi，1953年8月9日—），帕劳政治人物，2001年1月19日至2005年1月1日任帕劳副总统。她生于帕劳，曾获夏威夷大学、圣迭戈州立大学、联合学院的学位。皮耶兰托齐还曾担任财政部部长、参议员、卫生部长、国务部长等职。